# Falling into You
Falling into You är det fjortonde studioalbum av den kanadensiska sångaren Céline Dion. Det gavs ut den 8 mars 1996 och innehåller 16 låtar.

## Låtlista
| Nr  | Titel                                   | Längd |
| --- | --------------------------------------- | ----- |
| 1.  | It's All Coming Back to Me Now          | 7:37  |
| 2.  | Because You Loved Me                    | 4:33  |
| 3.  | Falling into You                        | 4:18  |
| 4.  | Make You Happy                          | 4:31  |
| 5.  | Seduces Me                              | 3:46  |
| 6.  | All by Myself                           | 5:12  |
| 7.  | Declaration of Love                     | 4:20  |
| 8.  | (You Make Me Feel Like A) Natural Woman | 3:40  |
| 9.  | Dreamin' of You                         | 5:07  |
| 10. | I Love You                              | 5:30  |
| 11. | If That's What It Takes                 | 4:12  |
| 12. | I Don't Know                            | 4:38  |
| 13. | River Deep – Mountain High              | 4:10  |
| 14. | Your Light                              | 5:12  |
| 15. | Call the Man                            | 6:08  |
| 16. | Fly                                     | 2:58  |

## Listplaceringar
| Lista               | Topplacering |
| ------------------- | ------------ |
| Australien          | 1            |
| Belgien (Flandern)  | 2            |
| Belgien (Vallonien) | 1            |
| Finland             | 9            |
| Frankrike           | 3            |
| Nederländerna       | 1            |
| Norge               | 1            |
| Nya Zeeland         | 1            |
| Schweiz             | 1            |
| Sverige             | 1            |
| Österrike           | 1            |